# جی‌ام‌او
جی‌ام‌او (انگلیسی: GMO) شرکت فناوری اطلاعات ژاپنی است، که در سال ۱۹۹۱ تأسیس شد.